# Lugan (Aveyron)
Lugan település Franciaországban, Aveyron megyében. Lakosainak száma 359 fő (2022. január 1.). Lugan Aubin, Auzits, Bournazel, Montbazens, Roussennac és Valzergues községekkel határos.

## Népesség
A település népességének változása:
| Lakosok száma | 414  | 337  | 313  | 324  | 343  | 339  | 337  | 347  | 351  | 359  |
|               | 1968 | 1982 | 1990 | 2006 | 2013 | 2015 | 2017 | 2019 | 2020 | 2022 |